# Tectaria triglossa
Tectaria triglossa är en ormbunkeart som beskrevs av Marie Laure Tardieu och C. Chr. Tectaria triglossa ingår i släktet Tectaria och familjen Tectariaceae. Inga underarter finns listade.